# Drautal in Österreich

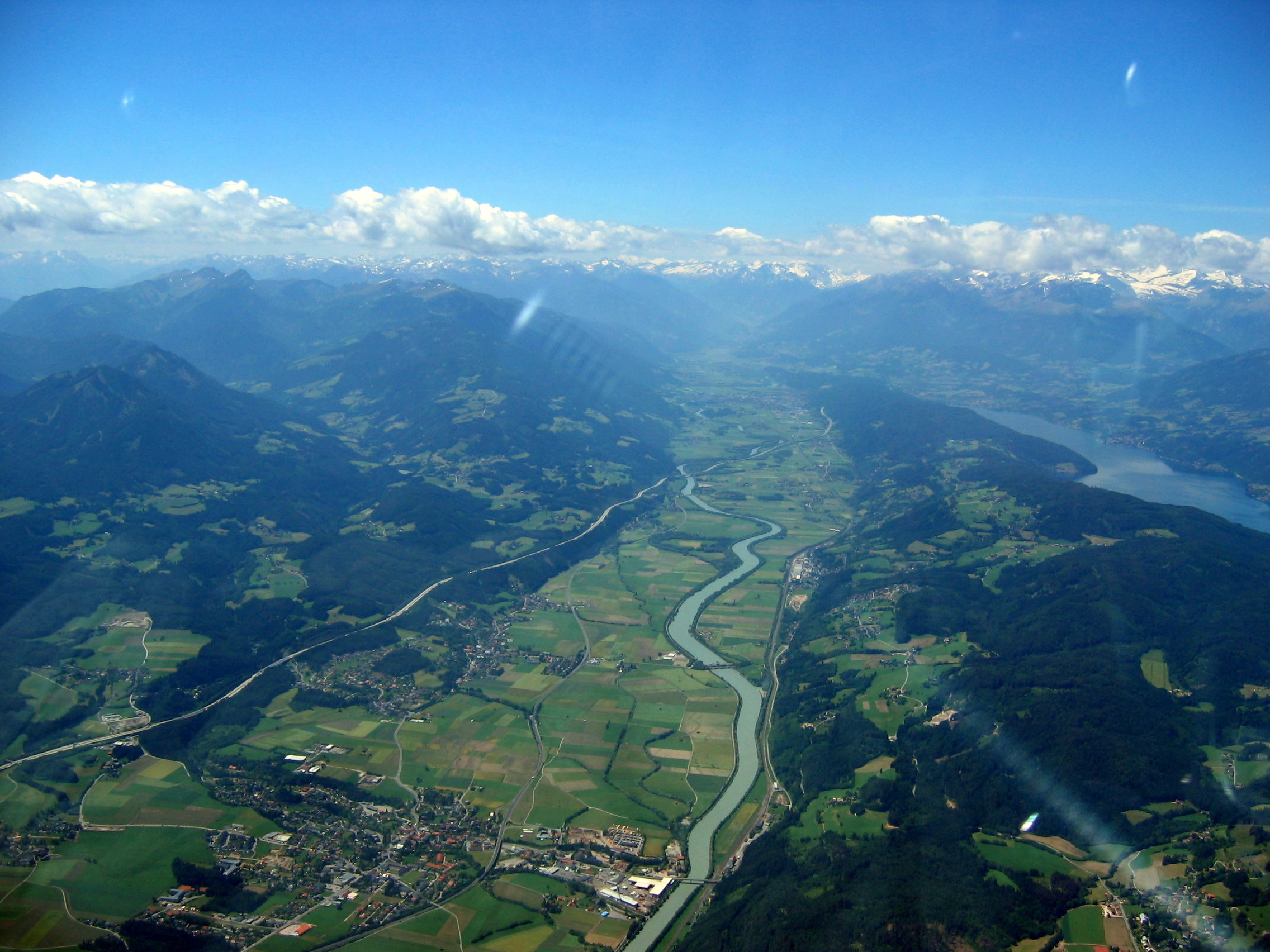
Unteres Drautal auf der Höhe von Feistritz Richtung Nordwesten

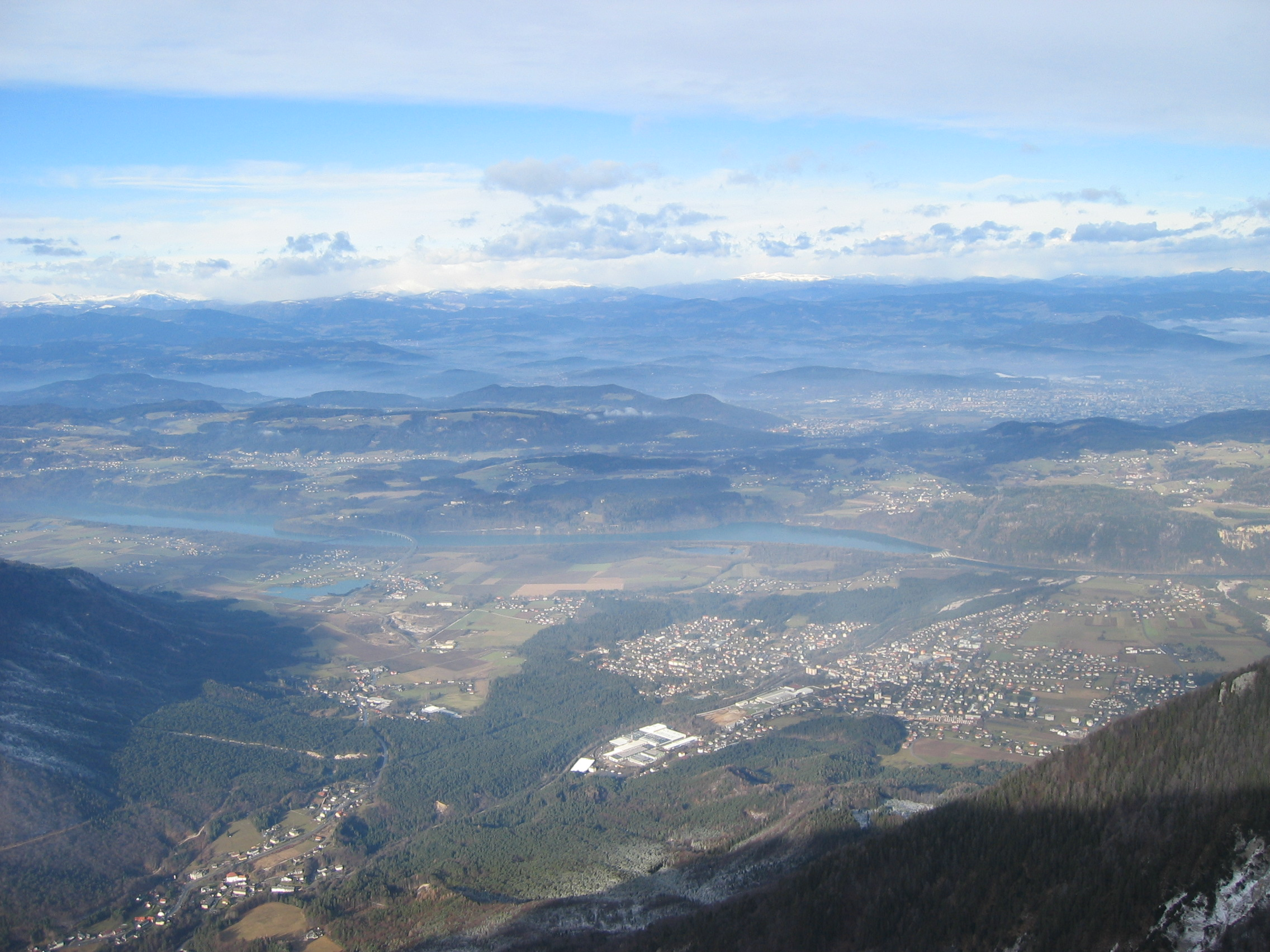
Das Rosental bei Ferlach

Das Drautal ist das Haupttal des österreichischen Bundeslandes Kärnten und von Osttirol. Der tirolische Oberlauf der Drau trägt den Namen Pustertal.
Das Drautal verläuft überwiegend in West-Ost-Richtung und ist eine der drei großen Längstalfurchen Österreichs, die mit geologischen Störungslinien der alpidischen Gebirgsbildung in Zusammenhang stehen. Im Grenzbereich Süd-/Osttirol bildet es ein Stück der Periadriatischen Naht.

## Geografie
Das Drautal beginnt in Osttirol bei der Stadt Lienz und endet in der Untersteiermark knapp vor Marburg. Die namensgebende Drau entspringt westlich von Lienz am Toblacher Feld in Südtirol (Italien) und durchfließt bis Lienz das Pustertal.
Das Drautal wurde in der Eiszeit von Gletschern zu einem breiten Trogtal geweitet. In den Teilen, wo die Sedimente in größere Tiefen reichen, kann es als inneralpines Becken bezeichnet werden. Der flache Talboden bot der Bevölkerung Kärntens geeignete Flächen für Landwirtschaft und Bebauung und führte somit auch zu einer dichten Besiedelung des Kärntner Zentralraumes.

## Einteilung
- Pustertal vom Toblacher Feld bis zur Lienzer Klause
- Lienzer Talboden von der Lienzer Klause bis zum Kärntner Tor
- Oberes Drautal vom Kärntner Tor bis Möllbrücke
- Lurnfeld von Möllbrücke bis Spittal an der Drau
- Unteres Drautal von Spittal an der Drau bis Villach
- Villacher Becken/Feld
- Rosental von Rosegg bis Gallizien
- Jauntal von Gallizien bis zu Grenze Österreich/Slowenien
- Drautal in Slowenien von Dravograd bis Maribor

## Seitentäler
Die wichtigsten Seitentäler des Drautals in Österreich:
- das Iseltal von links bei Lienz
- das Mölltal von links bei Möllbrücke
- das Liesertal von links bei Spittal an der Drau
- das Gailtal von rechts bei Villach
- das Gegendtal von links bei Villach
- das Gurktal von links bei Grafenstein
- das Lavanttal von links bei Lavamünd

- Das Mießtal von rechts bei Dravograd (Slowenien) – entspringt in Eisenkappel (Kärnten)

## Bevölkerung
Die Bevölkerung des österreichischen Drautals konzentriert sich in mehreren Städten. So sind Lienz in Osttirol, Spittal an der Drau, Villach, Ferlach, Völkermarkt und Lavamünd die größten Ansiedlungen im Drautal. Zwischen diesen Ballungsräumen liegen kleinere Ortschaften mit vorwiegend landwirtschaftlicher Prägung.
Im Rosental und im Jauntal sind neben der deutschsprachigen Bevölkerung auch ein Großteil der slowenisch sprechenden Kärntner beheimatet.

## Geschichte
Ab ca. 200 v. Chr. gehörte die Gegend zum Stammesgebiet der Ambidravi, der „beiderseits der Drau Wohnenden“, eine römische Bezeichnung für die hier siedelnde norische Bevölkerung, die aus den ursprünglich ansässigen Stämmen und den neu zugewanderten Kelten, den Laiancern und Saevaten, hervorging.

## Verkehr
Durch das Untere Drautal verläuft die Tauern Autobahn. Die Karawanken Autobahn quert das Rosental. Die Süd Autobahn verläuft teilweise durch das Jauntal.
Die Drautal Straße (B100) durchzieht das Drautal von Sillian bis Villach.
Die Drautalbahn und die Pustertalbahn erschließen das Drautal von Marburg bis auf das Toblacher Feld.
Der Drauradweg folgt der Drau vom Ursprung bis zur kroatischen Grenze.